# Cotorra de Veneçuela
la cotorra de Veneçuela (Pyrrhura emma) és una espècie d'ocell de la família dels psitàcids que habita als boscos del nord de Veneçuela.